# 오브리 머투린 시리즈

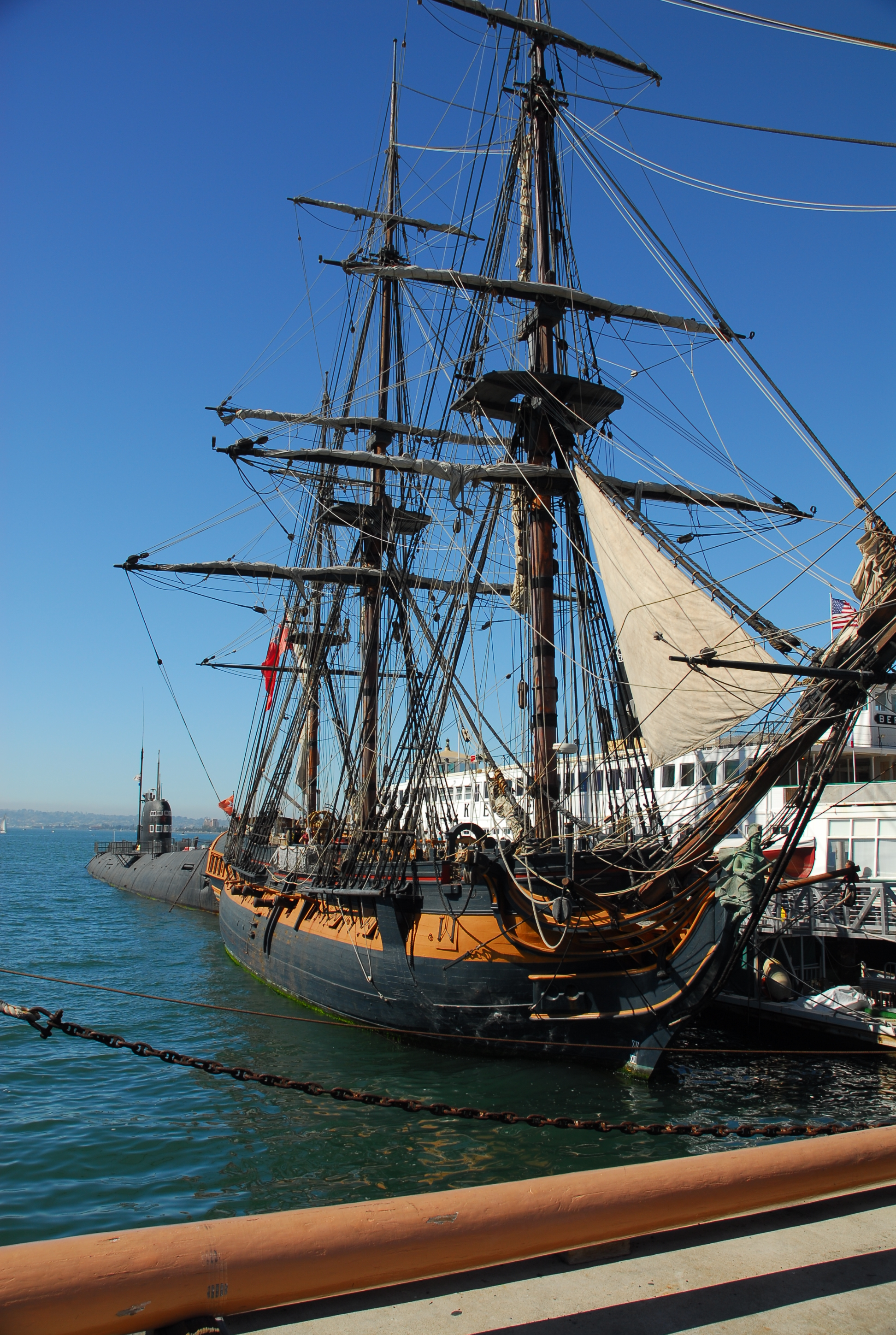

오브리 머투린 시리즈(영어: Aubrey-Maturin series)는 패트릭 오브라이언의 영국 해군 사관 잭 오브리(Jack Aubrey)와 군의관 스티브 머투린(Stephen Maturin)을 주인공으로 한 해양 모험 소설 시리즈이다.